# Вопль (фильм, 2016)
Вопль (кор. 곡성, Гоксон) — южнокорейский мистический триллер, снятый режиссёром На Хончжином. Мировая премьера ленты состоялась 18 мая 2016 на Каннском кинофестивале.

## Сюжет
Фильм рассказывает о полицейском Чонгу, который расследует серию загадочных смертей в отдалённой лесной деревне Гоксон.

## Критика
Фильм получил положительные отзывы критиков. На сайте Rotten Tomatoes лента имеет рейтинг 100 % по итогам 45 рецензий критиков, а её средний балл составляет 8.1/10. На Metacritic фильм получил 80 баллов из 100 на основе 16 рецензий, что считается «всеобщим одобрением».

## Награды и номинации
- 2016 — приз за лучшую операторскую работу (Хон Гёнпхё) и приз «Фокус Азия» на Каталонском кинофестивале в Сиджесе.
- 2016 — 5 премий «Голубой дракон»: лучший режиссёр (На Хонджин), лучший актёр второго плана (Дзюн Кунимура), лучшая музыка (Чан Ёнгю), лучший монтаж (Ким Сонмин), награда самому популярному актёру (Дзюн Кунимура). Кроме того, лента была номинирована в 7 категориях: лучший фильм, лучший сценарий (На Хонджин), лучший актёр (Квак Товон), лучшая актриса второго плана (Чхон Ухи), лучшая актриса-дебютантка (Ким Хванхи), лучшая операторская работа и освещение (Хон Гёнпхё, Ким Чханхо), лучшая работа художника-постановщика (Ли Хугён).
- 2016 — 5 премий «Большой колокол»: лучшая актриса-дебютантка (Ким Хванхи), лучшая операторская работа (Хон Гёнпхё), лучшее освещение (Ким Чханхо), лучший монтаж (Ким Сонмин), лучшая запись звука (Ким Щинён). Кроме того, лента получила 9 номинаций: лучший фильм, лучший режиссёр (На Хонджин), лучший сценарий (На Хонджин), лучший актёр (Квак Товон), лучшая актриса второго плана (Чхон Ухи), лучший актёр второго плана (Хван Джонмин), лучшая работа художника-постановщика (Ли Хугён), лучшая музыка (Чан Ёнгю), лучшее планирование (На Хонджин).
- 2017 — Азиатская кинопремия за лучшую режиссуру (На Хонджин), а также 3 номинации: лучший фильм, лучший актёр второго плана (Дзюн Кунимура), лучший звук (Ким Тонхан).